# José de la Riva Agüero y Osma
José de la Riva-Agüero y Osma (Lima, 26 de febrero de 1885 - Ib. 25 de octubre de 1944), VI marqués de Montealegre de Aulestia y V marqués de Casa-Dávila, fue un abogado, historiador, ensayista, escritor y político peruano. Estudió en la Universidad Nacional Mayor de San Marcos, de la cual fue posteriormente catedrático. Fue miembro de la llamada Generación del 900 o «generación arielista», junto a Víctor Andrés Belaúnde, Francisco García Calderón Rey, Ventura García Calderón, Óscar Miró Quesada de la Guerra, José Gálvez Barrenechea, entre otros.
Fue un polígrafo notable y entre sus obras se cuentan tratados de derecho, historia literaria, historia del Perú, filosofía jurídica y pensamiento religioso, muchas de los cuales han tenido gran impacto e influencia fundamental en el desarrollo de la cultura peruana. Su pensamiento siguió una trayectoria cambiante, evolucionando desde un liberalismo juvenil hacia un severo conservadurismo afianzado en el cristianismo. No se casó ni dejó sucesión. La mayor parte de su fortuna (compuesta de fundos agrícolas y obras de arte) la legó a la Pontificia Universidad Católica del Perú, convirtiéndose así en el principal benefactor de esta institución.

## Biografía
Nació en 1885 en una casona de la familia Ramírez de Arellano (actual sede del Instituto Riva-Agüero). Su padre fue José Carlos Francisco de la Riva-Agüero y Riglos, hijo de José de la Riva-Agüero y Looz Corswarem y nieto del primer presidente del Perú, José de la Riva Agüero y Sánchez-Boquete. Su madre fue María de los Dolores de Osma y Sancho-Dávila, V marquesa de Montealegre de Aulestia, hija de Ignacio de Osma y Ramírez de Arellano y Carmen Sancho-Dávila y Mendoza. Pertenecientes ambos a nobles familias limeñas de ascendencia colonial, heredó el título de marqués de Montealegre de Aulestia. A la muerte de su padre (1906) y su madre (1926), fue adoptado por su tía, Rosa Julia de Osma y Sancho-Dávila, IV marquesa de Casa-Dávila, quien al fallecer (1930) le dejó en herencia sus cuantiosas propiedades y a quien sucedió en el título de marqués de Casa-Dávila.
Hizo sus estudios escolares en el Colegio Sagrados Corazones Recoleta de Lima, del que se graduó en 1901. En 1902 ingresó a la Universidad Nacional Mayor de San Marcos para estudiar filosofía, letras y derecho. Se graduó en 1905 como bachiller en letras con la tesis «El carácter de la literatura en el Perú independiente» y logró su doctorado en 1910 con el célebre estudio «La historia en el Perú». Asimismo, obtuvo un bachillerato en Jurisprudencia en 1911 con un estudio sobre el «Fundamento de los interdictos posesorios». Tras un largo viaje por pueblos de Bolivia y la sierra sur del Perú, escribió una serie de memorias de viaje, publicadas parcialmente en el Mercurio Peruano y que años después de su muerte serían reunidas en el libro Paisajes peruanos. Al volver a Lima, se recibió de abogado el 27 de noviembre de 1912, con un ensayo de filosofía jurídica en torno al concepto de Derecho.
Se unió al Ejército al producirse los conflictos con Bolivia (1909) y Ecuador (1910), aunque nunca estuvo en servicio activo.
Su participación en la vida política se inició el 12 de septiembre de 1911, cuando el diario El Comercio publicó un artículo suyo titulado "La amnistía y el gobierno", donde exigía al gobierno de Augusto B. Leguía la promulgación de una ley de amnistía para los presos involucrados en la intentona golpista del 29 de mayo de 1909. Asimismo, criticaba la situación política y social, el exceso de gastos y empréstitos del gobierno y la debilidad del Congreso. El gobierno, por intermedio del ministro de Gobierno Juan de Dios Salazar y Oyarzábal, ordenó la detención de Riva Agüero. Entonces la juventud universitaria salió a protestar a las calles, gritando “abajo la dictadura” y “viva la democracia”, siendo reprimida severamente por la gendarmería. Este acontecimiento constituyó el primer choque de los universitarios y la fuerza pública que registran los anales históricos del Perú. Esta protesta, sumada a la del parlamento y la prensa, hizo que Riva-Agüero fuera puesto en libertad, e incluso provocó la caída del ministro de Gobierno.
Luego, viajó a Europa, a fin de participar en el Primer Congreso de Historia y Geografía Hispano-americanas, realizado en Sevilla en 1914. Inició una relación por correspondencia a partir de 1915 con su primo el historiador español Álvaro Alcalá-Galiano y Osma, a quien habría conocido en 1913. A su retorno al Perú, fundó en 1915 el Partido Nacional Democrático, integrado mayormente por jóvenes profesionales de su generación que apoyaron la candidatura presidencial de José Pardo y Barreda, quien ganó las elecciones de ese año. Al realizarse las elecciones de diputados por Lima en 1917, Riva Agüero y los suyos se abstuvieron de participar, al aducir que no pensaban en el presente, sino en el mañana. Por ello, la prensa los apodó de «futuristas» y así se conoció desde entonces a su partido: el «Partido futurista».
En 1916, Riva Agüero pronunció en San Marcos un «Elogio del Inca Garcilaso de la Vega», en el marco de la conmemoración del tercer centenario de la muerte del Inca Garcilaso de la Vega. El entonces joven periodista José Carlos Mariátegui lo criticó severamente desde las columnas de La Prensa en lo concerniente a algunas peculiaridades sobre el uso del idioma. A raíz de este incidente, Riva Agüero tuvo siempre un trato desdeñoso hacia quien se convirtió poco después en el gran pensador socialista del Perú. Por aquella misma época, se batió a duelo con el director de El Tiempo, quien había avivado la posibilidad de hallar culpable de traición a su antepasado, el prócer José de la Riva Agüero y Sánchez Boquete.
En 1918 dictó en la facultad de Letras de San Marcos una serie de lecciones sobre el Perú prehispánico; sin embargo, su etapa como catedrático sanmarquino fue corta.
Al producirse el golpe de Estado de Augusto B. Leguía el 4 de julio de 1919, Riva Agüero lanzó un manifiesto a la nación ese mismo día, en el que defendió el orden constitucional. Acto seguido viajó a Europa. Su autoexilio se prolongó lo que duró el régimen leguiísta, conocido después como el Oncenio. Esta estadía europea fue muy fecunda. Pasó por Francia, Italia y España; en estos dos últimos países profundizó en las fuentes clásicas de la cultura peruana y confrontó informaciones documentales acerca de la historia de su patria. En su pensamiento se operó una fundamental modificación al evolucionar desde un liberalismo racionalista hacia un severo conservadurismo afianzado en la fe católica. Este cambio lo impulsó a legitimar y recuperar el título familiar de marqués de Montealegre de Aulestia (1926) y de Casa Dávila (1930) ante la Corona española.
Retornó al Perú en agosto de 1930, el mismo día en que renunciaba Leguía, siendo testigo de la terrible crisis política que sobrevino después. Retomó entonces su carrera política; no quiso ser diputado constituyente, pero si aceptó ocupar una serie de cargos públicos: fue alcalde de Lima en 1931-1932, presidente del Consejo de Ministros y ministro de Justicia, Instrucción y Culto de 1933 a 1934, durante el gobierno de Óscar R. Benavides, cargo al que renunció por no aceptar la ley que aprobaba el divorcio de mutuo disenso, que atentaba contra la fe católica.
Fue decano del Colegio de Abogados de Lima (1936), pese a que nunca ejerció la abogacía, y director de la Academia Peruana de la Lengua (1934-1944). Fue también presidente del movimiento cívico Acción Patriótica, creado para respaldar la candidatura presidencial de Manuel Vicente Villarán durante las frustradas elecciones de 1936.
En 1937 dictó en la Universidad Católica un curso sobre la civilización peruana prehispánica. Luego efectuó un viaje alrededor del mundo (1938-1940) que lo llevó a Japón, a otros países de Oriente de vieja tradición cultural y algunos de Europa que por entonces eran regidos por dictaduras. Su temor hacia el comunismo internacional (ateo y antirreligioso por naturaleza) lo llevó a elogiar y apoyar a los regímenes fascistas europeos de Italia y Alemania, y el franquismo en España.
Falleció en 1944, en su habitación del Gran Hotel Bolívar de Lima, como consecuencia de un derrame cerebral. Tenía entonces 59 años de edad y fue, según su voluntad, embalsamado y vestido con el hábito de la Orden de San Francisco, enterrado en el mausoleo de su familia en el Cementerio Presbítero Maestro, junto a su abuelo, José de la Riva-Agüero y Looz Corswarem, y su bisabuelo, el mariscal José de la Riva-Agüero.
Si bien inicialmente pretendió dejar a la Universidad de San Marcos su fortuna heredada de su tía, Rosa Julia de Osma y Sancho-Dávila, marquesa de Casa-Dávila, hermana de su madre y eximia católica, el predominio de ideas liberales y el surgimiento del ateísmo en su alma mater, motivó que finalmente la legara a una institución más ligada a la Iglesia: la Pontificia Universidad Católica de Lima. Dejó como albaceas de su fortuna a Pedro de Osma y Pardo, Carlos Arana Santa María y a Víctor Andrés Belaúnde. Los títulos de marqués de Montealegre de Aulestia y Casa-Dávila que ostentó pasaron, siguiendo los órdenes de consanguinidad, a parientes lejanos. 
Sus discípulos más importantes fueron los historiadores peruanos Guillermo Lohmann Villena, José Agustín de la Puente Candamo y Pedro Benvenutto Murrieta.

## Pensamiento
Luego de una juventud de ideales afrancesados y modernistas, con fuerte influencia de Marcelino Menéndez y Pelayo, Riva Agüero se interesó por la sociología francesa del siglo XIX, el liberalismo inglés y la Escuela Histórica Alemana, tanto en Derecho como en historiografía. Después de una prolongada estancia en Roma, evolucionó hacia un fuerte conservadurismo. Se puede fijar el año de 1932 como fecha de su abjuración de su liberalismo y su retorno al catolicismo. Políticamente, se orientó hacia la década de 1930 en favor de los regímenes fascistas de ese entonces, que creía comprometidos con los ideales de la civilización cristiana. Es muy posible que recibiera también la influencia de las obras del sacerdote Bartolomé Herrera, insigne conservador peruano cuyas obras se publicaron con auspicio del gobierno del presidente Augusto B. Leguía a fines de los años 1920.
En lo concerniente al pensamiento sobre el Perú, fue un nacionalista ferviente. Propugnaba la «regeneración» del país mediante el estudio sistemático de su gente y de su historia; y él mismo abordó prácticamente todas las épocas del pasado peruano, aunque concedió mayor atención a la época colonial. Fue favorable a la forma monárquica de gobierno en el momento de la independencia (1821-1824), a la defensa territorial peruana sobre la base de los límites del país bajo la monarquía borbónica y al proyecto fallido de la Confederación Perú-Boliviana.

### Historia
Su tesis de 1910, La Historia en el Perú, fue el primer estudio de la historiografía narrativa del Perú, cuya influencia ha sido fundamental en dicho campo.

Según Basadre, los grandes méritos de La Historia en el Perú estriban en su carácter de obra pionera, en no ser una presentación puramente “horizontal” de los historiadores, sino además “vertical” o sea discutiendo los problemas planteados por los autores expuestos, y en contener la formulación de un ideal historiográfico: una historia no puramente filológica, sino escrita con “espíritu filosófico” y sintético, profundidad y arte de composición, con imaginación y entusiasmo, los primores de estilo e ingenio, “pero subordinadas todas estas dotes a un superior objeto, canalizadas en provecho colectivo, depuradas por la crítica, regidas por el noble yugo de la verdad”.

Aunque no tuvieron la influencia de la obra anterior, son también destacables sus trabajos sobre las civilizaciones primigenias del Perú, sobre la Conquista y el Virreinato y sobre la Emancipación y la República. Muchos esperaron que emprendiese la composición de una historia general del Perú, pero ello nunca se concretó. Luis Alberto Sánchez ha dicho al respecto: «Si algún escritor estuvo dotado con todos los dones para escribir una gran historia nacional, ese fue Riva Agüero. Le bastaba seguir en la línea de su espléndido La historia en el Perú».
Raúl Porras Barrenechea, importante historiador peruano, describe la labor de Riva Agüero como historiador de esta forma:

Entre sus más altas cualidades para el desempeño de su función de historiador tuvo Riva-Agüero la de su inmensa capacidad receptiva, su inagotable curiosidad y erudición, el humanismo ingénito de su inteligencia, que se interesaba por todos los aspectos de la historia universal (y no sólo la peruana), sobrepasando las recortadas visiones de campanario, y que hicieron de él un verdadero maestro de historia comparada.

Mientras que Víctor Andrés Belaunde menciona que

Riva Agüero representó la concepción integral de nuestra historia, la tendencia a señalar la continuidad de nuestra vida desde el milagro de los grandes imperios neolíticos hasta el esfuerzo gigante de reconstruir la unidad nacional después de la ocupación extranjera, la ruina económica, la anarquía política y la mutilación territorial.

### Estudios literarios
Su tesis de 1905, El carácter de la literatura del Perú independiente, tuvo un carácter pionero, en lo concerniente a los estudios sobre la literatura del Perú.

La tesis de 1905 comienza analizando el carácter literario de los peruanos y luego reseña, por primera vez en el Perú, la evolución de la literatura nacional desde la Colonia hasta la generación de Amézaga, Chocano y Clemente Palma. En conclusión, la literatura peruana le parece a Riva Agüero literatura provincial castellana por la forma (el idioma que emplea), española por el espíritu que la anima, incipiente e imitativa; rasgo este último que sostiene el autor que deberá conservar la literatura peruana hasta que no se cree un nuevo carácter nacional después de lograrse una homogeneidad étnica.

Su Elogio del Inca Garcilaso de la Vega, pronunciado en 1916, inició una revalorización de la obra del Inca Garcilaso en la historia de la literatura peruana.

### Filosofía
Discípulo del filósofo conservador Alejandro Deustua, destacó como el filósofo peruano representante de la reacción nacionalista del siglo XX. Sus principales textos de interés sobre filosofía del Derecho son: Concepto del Derecho (tesis de 1912) y Fundamento de los interdictos posesorios (1911). Se ha demostrado que su pensamiento filosófico político se halla principalmente en su obra temprana Carácter de la literatura en el Perú independiente (tesis de 1905), texto de amplia recepción y que lo convertiría en el líder intelectual de su generación; la evolución de sus ideas a lo largo del tiempo, sin embargo, es muy amplia y se encuentra dispersa en dos docenas de tomos publicados por el Instituto Riva-Agüero, a cargo de la Pontificia Universidad Católica del Perú. Es notorio su Discurso de la Recoleta (1932), que reseña su posición política y las fuentes de su pensamiento social a lo largo de su vida.

### Política
Sus ideas políticas los expuso en muchos escritos que tienen importancia para la historia de las ideas conservadoras en el Perú. Su participación en la vida política del Perú empezó en 1911 y se hizo cada vez más intensa. En 1915 fundó el Partido Nacional Democrático, cuyos integrantes fueron apodados por el periodista Luis Fernán Cisneros como «futuristas». Su propósito era acoger a los jóvenes del  Partido Demócrata (cuyo caudillo, Nicolás de Piérola, había fallecido en 1913) y a aquellos que, como Riva Agüero, se habían forjado en el civilismo, que consideraban ya caduco. Defendía una política de respeto a las normas liberales y democráticas, de oposición al autoritarismo, pero sin perder de vista los intereses conservadores. Muchos vieron en los nacionales demócratas una nueva fuerza de renovación de la política peruana, pero estos no llegaron a consolidarse como auténtico partido. «El partido nacional democrático quedó como un cenáculo, como un grupo selecto de personalidades prestigiosas cultural y socialmente pero ajenas a las masas».
Al instaurarse el régimen de Leguía (llamado luego Oncenio), Riva Agüero se autoexilió, pasando a Europa, donde residió hasta 1930, cuando volvió al Perú. Adaptó entonces posiciones cada vez más conservadoras, basadas en la defensa de la tradición y la religión católica. Se hizo simpatizante del fascismo italiano y del franquismo. En el discurso necrológico a su compañero de generación José María de la Jara y Ureta, confesó que el fracaso de su grupo político se debió por haber creído demasiado en ciertas «abstracciones generosas», como la libertad y la democracia. Destacó la propuesta que el comportamiento político tendente a la conservación de un presunto orden no sólo es el único racional, sino además el único excusable en la esfera moral.

## Obras
- Carácter de la literatura del Perú independiente (1905).
- La Historia en el Perú (Lima, 1910; Madrid 1952).
- Concepto del Derecho (1911).
- Elogio del Inca Garcilaso de la Vega (1916).
- Un cantor de Santa Rosa: el conde de la Granja (1919)
- El Perú histórico y artístico (Santander, 1921).
- La correspondencia de la Audiencia de Lima (1549-1564) (1922), en torno a la compilación editada por Roberto Levillier.
- Añoranzas (1932), sugeridas por el libro primigenio de Pedro Benvenutto Murrieta.
- Discurso del Colegio Recoleta (1932).
- Discursos académicos (1935).
- El primer alcalde de Lima, Nicolás de Ribera El Viejo, y su posteridad (1935).
- Civilización peruana; época prehispánica (1937).
- Lope de Vega (Lima, 1937; Milán, 1937).
- Por la verdad, la tradición y la patria (2 volúmenes, 1937-1938), compilación de "opúsculos".
- Estudios sobre literatura francesa (1944).
- Paisajes peruanos (póstumo, 1955).

Estos textos están compilados en sus Obras completas, editados por la Universidad Católica desde 1962, que ya se ha completado con la publicación de innumerables tomos de correspondencia escogida, sumando más de tres decenas de tomos.

## Árbol genealógico
|  |                                                                                      |  |  |  |  |  |  |  |  |  |  |  |  |  |  |  |
|  | 16. José de la Riva-Agüero y Basso della Rovere                                      |  |  |  |  |  |  |  |  |  |  |  |  |  |  |  |
|  |                                                                                      |  |  |  |  |  |  |  |  |  |  |  |  |  |  |  |
|  |                                                                                      |  |  |  |  |  |  |  |  |  |  |  |  |  |  |  |
|  | 8. José de la Riva-Agüero y Sánchez-Boquete                                          |  |  |  |  |  |  |  |  |  |  |  |  |  |  |  |
|  |                                                                                      |  |  |  |  |  |  |  |  |  |  |  |  |  |  |  |
|  |                                                                                      |  |  |  |  |  |  |  |  |  |  |  |  |  |  |  |
|  | 17. María Josefa Sánchez-Boquete y Román de Aulestia                                 |  |  |  |  |  |  |  |  |  |  |  |  |  |  |  |
|  |                                                                                      |  |  |  |  |  |  |  |  |  |  |  |  |  |  |  |
|  |                                                                                      |  |  |  |  |  |  |  |  |  |  |  |  |  |  |  |
|  | 4. José de la Riva-Agüero y Looz Corswarem                                           |  |  |  |  |  |  |  |  |  |  |  |  |  |  |  |
|  |                                                                                      |  |  |  |  |  |  |  |  |  |  |  |  |  |  |  |
|  |                                                                                      |  |  |  |  |  |  |  |  |  |  |  |  |  |  |  |
|  | 18. Charles Ludwig August Ferdinand Emanuel, duque de Looz-Corswarem                 |  |  |  |  |  |  |  |  |  |  |  |  |  |  |  |
|  |                                                                                      |  |  |  |  |  |  |  |  |  |  |  |  |  |  |  |
|  |                                                                                      |  |  |  |  |  |  |  |  |  |  |  |  |  |  |  |
|  | 9. Princesa Carolina de Looz-Corswarem                                               |  |  |  |  |  |  |  |  |  |  |  |  |  |  |  |
|  |                                                                                      |  |  |  |  |  |  |  |  |  |  |  |  |  |  |  |
|  |                                                                                      |  |  |  |  |  |  |  |  |  |  |  |  |  |  |  |
|  | 19. Baronesa Marie Caroline de la Nue                                                |  |  |  |  |  |  |  |  |  |  |  |  |  |  |  |
|  |                                                                                      |  |  |  |  |  |  |  |  |  |  |  |  |  |  |  |
|  |                                                                                      |  |  |  |  |  |  |  |  |  |  |  |  |  |  |  |
|  | 2. José Carlos de la Riva-Agüero Riglos                                              |  |  |  |  |  |  |  |  |  |  |  |  |  |  |  |
|  |                                                                                      |  |  |  |  |  |  |  |  |  |  |  |  |  |  |  |
|  |                                                                                      |  |  |  |  |  |  |  |  |  |  |  |  |  |  |  |
|  | 20. Miguel Fermín de Riglos y San Martín                                             |  |  |  |  |  |  |  |  |  |  |  |  |  |  |  |
|  |                                                                                      |  |  |  |  |  |  |  |  |  |  |  |  |  |  |  |
|  |                                                                                      |  |  |  |  |  |  |  |  |  |  |  |  |  |  |  |
|  | 10. José Martín de Riglos y Lasalle                                                  |  |  |  |  |  |  |  |  |  |  |  |  |  |  |  |
|  |                                                                                      |  |  |  |  |  |  |  |  |  |  |  |  |  |  |  |
|  |                                                                                      |  |  |  |  |  |  |  |  |  |  |  |  |  |  |  |
|  | 21. Mercedes de Lasalle y Fernández Larrazábal                                       |  |  |  |  |  |  |  |  |  |  |  |  |  |  |  |
|  |                                                                                      |  |  |  |  |  |  |  |  |  |  |  |  |  |  |  |
|  |                                                                                      |  |  |  |  |  |  |  |  |  |  |  |  |  |  |  |
|  | 5. Mercedes Riglos y Díaz de Rávago                                                  |  |  |  |  |  |  |  |  |  |  |  |  |  |  |  |
|  |                                                                                      |  |  |  |  |  |  |  |  |  |  |  |  |  |  |  |
|  |                                                                                      |  |  |  |  |  |  |  |  |  |  |  |  |  |  |  |
|  | 22. Simón Díaz de Rábago                                                             |  |  |  |  |  |  |  |  |  |  |  |  |  |  |  |
|  |                                                                                      |  |  |  |  |  |  |  |  |  |  |  |  |  |  |  |
|  |                                                                                      |  |  |  |  |  |  |  |  |  |  |  |  |  |  |  |
|  | 11. Manuela Díaz de Rábago y Avella-Fuertes                                          |  |  |  |  |  |  |  |  |  |  |  |  |  |  |  |
|  |                                                                                      |  |  |  |  |  |  |  |  |  |  |  |  |  |  |  |
|  |                                                                                      |  |  |  |  |  |  |  |  |  |  |  |  |  |  |  |
|  | 23. María Manuela Avella-Fuertes y Querejazú                                         |  |  |  |  |  |  |  |  |  |  |  |  |  |  |  |
|  |                                                                                      |  |  |  |  |  |  |  |  |  |  |  |  |  |  |  |
|  |                                                                                      |  |  |  |  |  |  |  |  |  |  |  |  |  |  |  |
|  | 1. José de la Riva-Agüero y Osma                                                     |  |  |  |  |  |  |  |  |  |  |  |  |  |  |  |
|  |                                                                                      |  |  |  |  |  |  |  |  |  |  |  |  |  |  |  |
|  |                                                                                      |  |  |  |  |  |  |  |  |  |  |  |  |  |  |  |
|  | 24. Joaquín de Osma y Moreda                                                         |  |  |  |  |  |  |  |  |  |  |  |  |  |  |  |
|  |                                                                                      |  |  |  |  |  |  |  |  |  |  |  |  |  |  |  |
|  |                                                                                      |  |  |  |  |  |  |  |  |  |  |  |  |  |  |  |
|  | 12. Gaspar Antonio de Osma y Tricio                                                  |  |  |  |  |  |  |  |  |  |  |  |  |  |  |  |
|  |                                                                                      |  |  |  |  |  |  |  |  |  |  |  |  |  |  |  |
|  |                                                                                      |  |  |  |  |  |  |  |  |  |  |  |  |  |  |  |
|  | 25. María de la Valvanera de Tricio y Rico                                           |  |  |  |  |  |  |  |  |  |  |  |  |  |  |  |
|  |                                                                                      |  |  |  |  |  |  |  |  |  |  |  |  |  |  |  |
|  |                                                                                      |  |  |  |  |  |  |  |  |  |  |  |  |  |  |  |
|  | 6. Ignacio de Osma y Ramírez de Arellano                                             |  |  |  |  |  |  |  |  |  |  |  |  |  |  |  |
|  |                                                                                      |  |  |  |  |  |  |  |  |  |  |  |  |  |  |  |
|  |                                                                                      |  |  |  |  |  |  |  |  |  |  |  |  |  |  |  |
|  | 26. Domingo Ramírez de Arellano y Martínez de Tejada                                 |  |  |  |  |  |  |  |  |  |  |  |  |  |  |  |
|  |                                                                                      |  |  |  |  |  |  |  |  |  |  |  |  |  |  |  |
|  |                                                                                      |  |  |  |  |  |  |  |  |  |  |  |  |  |  |  |
|  | 13. María Josefa Ramírez de Arellano y Baquíjano                                     |  |  |  |  |  |  |  |  |  |  |  |  |  |  |  |
|  |                                                                                      |  |  |  |  |  |  |  |  |  |  |  |  |  |  |  |
|  |                                                                                      |  |  |  |  |  |  |  |  |  |  |  |  |  |  |  |
|  | 27. Catalina María de Baquíjano y Carrillo de Córdoba                                |  |  |  |  |  |  |  |  |  |  |  |  |  |  |  |
|  |                                                                                      |  |  |  |  |  |  |  |  |  |  |  |  |  |  |  |
|  |                                                                                      |  |  |  |  |  |  |  |  |  |  |  |  |  |  |  |
|  | 3. María de los Dolores de Osma y Sancho-Dávila, marquesa de Montealegre de Aulestia |  |  |  |  |  |  |  |  |  |  |  |  |  |  |  |
|  |                                                                                      |  |  |  |  |  |  |  |  |  |  |  |  |  |  |  |
|  |                                                                                      |  |  |  |  |  |  |  |  |  |  |  |  |  |  |  |
|  | 28. Juan Sancho-Dávila y Castro                                                      |  |  |  |  |  |  |  |  |  |  |  |  |  |  |  |
|  |                                                                                      |  |  |  |  |  |  |  |  |  |  |  |  |  |  |  |
|  |                                                                                      |  |  |  |  |  |  |  |  |  |  |  |  |  |  |  |
|  | 14. José María Sancho-Dávila y Salazar, marqués de Casa Dávila                       |  |  |  |  |  |  |  |  |  |  |  |  |  |  |  |
|  |                                                                                      |  |  |  |  |  |  |  |  |  |  |  |  |  |  |  |
|  |                                                                                      |  |  |  |  |  |  |  |  |  |  |  |  |  |  |  |
|  | 29.Tomasa de Salazar y Castejón                                                      |  |  |  |  |  |  |  |  |  |  |  |  |  |  |  |
|  |                                                                                      |  |  |  |  |  |  |  |  |  |  |  |  |  |  |  |
|  |                                                                                      |  |  |  |  |  |  |  |  |  |  |  |  |  |  |  |
|  | 7. Carmen Sancho-Dávila y Mendoza                                                    |  |  |  |  |  |  |  |  |  |  |  |  |  |  |  |
|  |                                                                                      |  |  |  |  |  |  |  |  |  |  |  |  |  |  |  |
|  |                                                                                      |  |  |  |  |  |  |  |  |  |  |  |  |  |  |  |
|  | 30. Tiburcio de Mendoza Ladrón de Guevara y de los Ríos                              |  |  |  |  |  |  |  |  |  |  |  |  |  |  |  |
|  |                                                                                      |  |  |  |  |  |  |  |  |  |  |  |  |  |  |  |
|  |                                                                                      |  |  |  |  |  |  |  |  |  |  |  |  |  |  |  |
|  | 15. María Andrea de Mendoza y Sánchez-Boquete                                        |  |  |  |  |  |  |  |  |  |  |  |  |  |  |  |
|  |                                                                                      |  |  |  |  |  |  |  |  |  |  |  |  |  |  |  |
|  |                                                                                      |  |  |  |  |  |  |  |  |  |  |  |  |  |  |  |
|  | 31. Catalina Perfecta de Sánchez-Boquete y Román de Aulestia                         |  |  |  |  |  |  |  |  |  |  |  |  |  |  |  |
|  |                                                                                      |  |  |  |  |  |  |  |  |  |  |  |  |  |  |  |
|  |                                                                                      |  |  |  |  |  |  |  |  |  |  |  |  |  |  |  |